# Сервомеханизам
Сервомеханизам је контролни систем (систем аутоматског управљања) са повратном спрегом (везом) који управља са позицијом или кретањем објекта. Он дакле контролише позицију или кретање неког дијела система којим се управља.
Сервомеханизми су често дијелови неког другог контролног система. Роботска рука може садржавати више сервомеханизама, по један за сваки зглоб у руци.

## Сервомеханизам или контролни систем?
Нема теоретске разлике између сервомеханизма и контролног система са затвореном петљом. Међутим, пошто је серво контрола и процесна контрола еволуирала посебно, терминологија и методе дизајна се понекад разликују. Уз то, сервомеханизми обично укључују релативно брзе процесе — често краће од једне секунде. Процесна контрола укључује најчешће знатно спорије процесе, са временским константама реда декунди, минута, или чак сати. Компоненте у сервомеханизму су обично добро математички дефинисане, па се контролер може направити тако да су каснија подешавања минимална. Процесе је теже дефинисати математички, па су обично потребна подешавања на стварном систему да би се добила оптимална функционалност.

## Примјери сервомеханизама
Сервомеханизми се користе у свим сложенијим системима управљања.
У роботима се користе за одржавање позиције екстремитета, код модела авиона за помјерање крилаца, код РНУ машина за управљање кретањем алата. Аутомобилски систем контроле скретања преко волана је сервомеханизам.

## Разматрање
Нема теоретске разлике између сервомеханизма и контролног система са завтореном петљом повратне спреге, исте методе анализе су примјењиве на оба. Међутим, због посебног развоја, сваки има различиту терминологију. Сервомеханизми обично укључују брзе појаве и вријеме реакције - 1 секунда или мање. Контрола процеса се обично бави дужим процесима са реакционим временима реда више секунди, минута или сати.

## Практичан примјер
Као практичан примјер сервомеханизма можемо узети систем који управља са позицијом бродског кормила. Претпоставимо да желимо да држимо кормило под одређеним углом.
Ако примијенимо систем отворене петље (без повратне спреге), и само иницијално подесимо позицију, отпор воде ће полако помјерити кормило од задате позиције, и брод ће отићи у погрешном смјеру. Дакле једино затворени систем са повратном спрегом (провјером грешке) долази у обзир.
Кормило покреће једносмјерни електрични мотор, а повратна спрега (очитавање позиције) се врши потенциометром од 10 килоома са мртвом зоном од 20°. Напон сензора (клизач потенциометра) се мијења од -V до +V при ротацији кормила од позиције +170° до -170°. 
Кориштене скраћенице:
- - отпор повратне спреге код операционог појачавача
- - улазни отпори код операционог појачавача
- - напон жељене тачке или жељени напон
- - напон клизача потенциометра на стварној тренутној позицији
- - напон на излазу операционог појачавача
- - напон на излазу појачавача снаге

Операциони појачавач је спојен као детектор грешке позиционирања, са појачањем 
Rf/Rin. 
Излаз појачавача је сума напона жељене тачке SP и напона измјерене позиције Pm:
Излазни напон операционог појачавача Vop = -(Rf/Rin) * (SP + Pm).
Појачавач снаге, који покреће мотор за позиционирање антене, појачава и напон за фактор појачања G.
Излаз појачавача снаге Vpw = G * Vop.
Појачавач снаге је спојен директно са арматуром (ротором) једносмјерног електромотора. Брзина мотора је пропорционална напону примијењеном на арматуру, а смјер је такав да кад је напон арматуре позитиван, мотор врти кормило ка -V, а кад је напон арматуре негативан, мотор окреће кормило ка +V. 
Резултат тога јест да мотор покреће кормило и сензор позиције (клизач потенциометра) у смјеру који чини да се сума (SP + Pm) приближава нули (минимизација грешке). Спој сумирања код операционог појачавача је детектор грешке, а члан (SP + Pm) је сигнал грешке позиционирања.
Негативна повратна спрега у овом примјеру је постигнута са тим што је знак напона позиционог сензора супротан знаку напона жељене тачке SP.